# Citroën M35

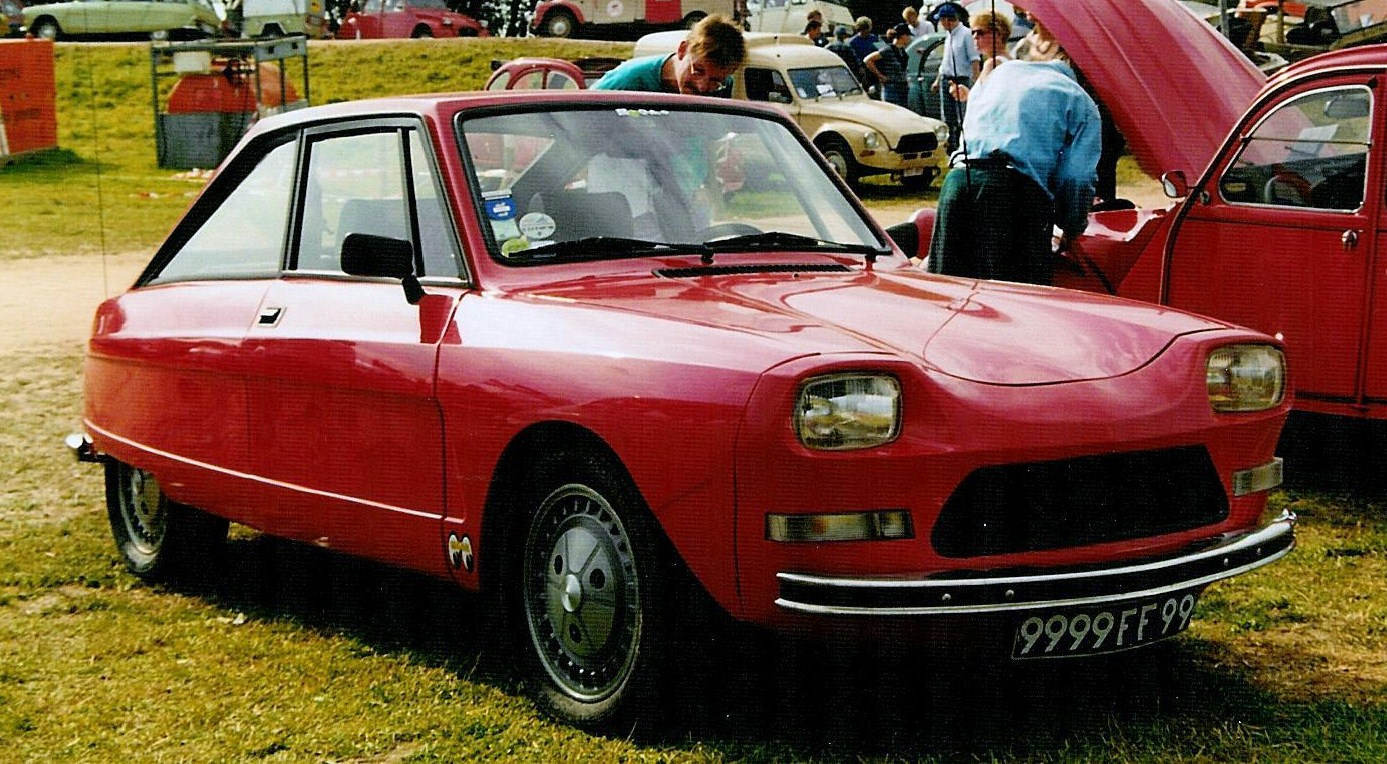
Citroën M35

Citroën M35 je model osobního automobilu, vyráběný francouzskou automobilkou Citroën. Šlo o malé kupé, které vzešlo z modelu Ami 8. Osazeno bylo Wankelovým motorem a mělo hydropneumatické odpružení. M35 byly vyráběny v letech 1969 až 1971 a vzniklo jich 267. Podélně uložený rotační motor o objemu 995 cm³ dosahoval výkonu 37 kW. Motor dodávala firma Comotor, což byla joint venture, vytvořená společnostmi NSU a Citroën. Motor se nacházel vpředu a poháněl přední kola. Model M35 byl experimentálním vozidlem, které nebylo oficiálně prodáváno. Byl však dodáván věrným zákazníkům společnosti Citroën za účelem získání poznatků a připomínek.